# Athérosclérose
 Mise en garde médicale
L'athérosclérose  (du grec athêra signifiant « bouillie » et scleros signifiant « dur ») est une maladie touchant les  artères de gros et moyen calibre et caractérisée par l'apparition de plaques d'athérome.
L'athérome correspond à un remaniement réversible de l'intima des artères de gros et moyen calibre (aorte et ses branches, artères coronaires, artères cérébrales, artères des membres inférieurs) par accumulation segmentaire de lipides, glucides complexes, sang et produits sanguins, tissus adipeux, dépôts calcaires et autres minéraux. Il est entre autres responsable de la maladie coronarienne.
Les veines ne développent pas d'athérome parce qu'elles ne sont pas soumises à la même pression hémodynamique, sauf si elles sont déplacées chirurgicalement pour servir d'artères, comme lors d'un pontage aorto-coronarien.
L'athérosclérose est la première cause de mortalité et d'invalidité dans les pays développés. Le premier facteur de risque modifiable de cette athérosclérose est le tabac.

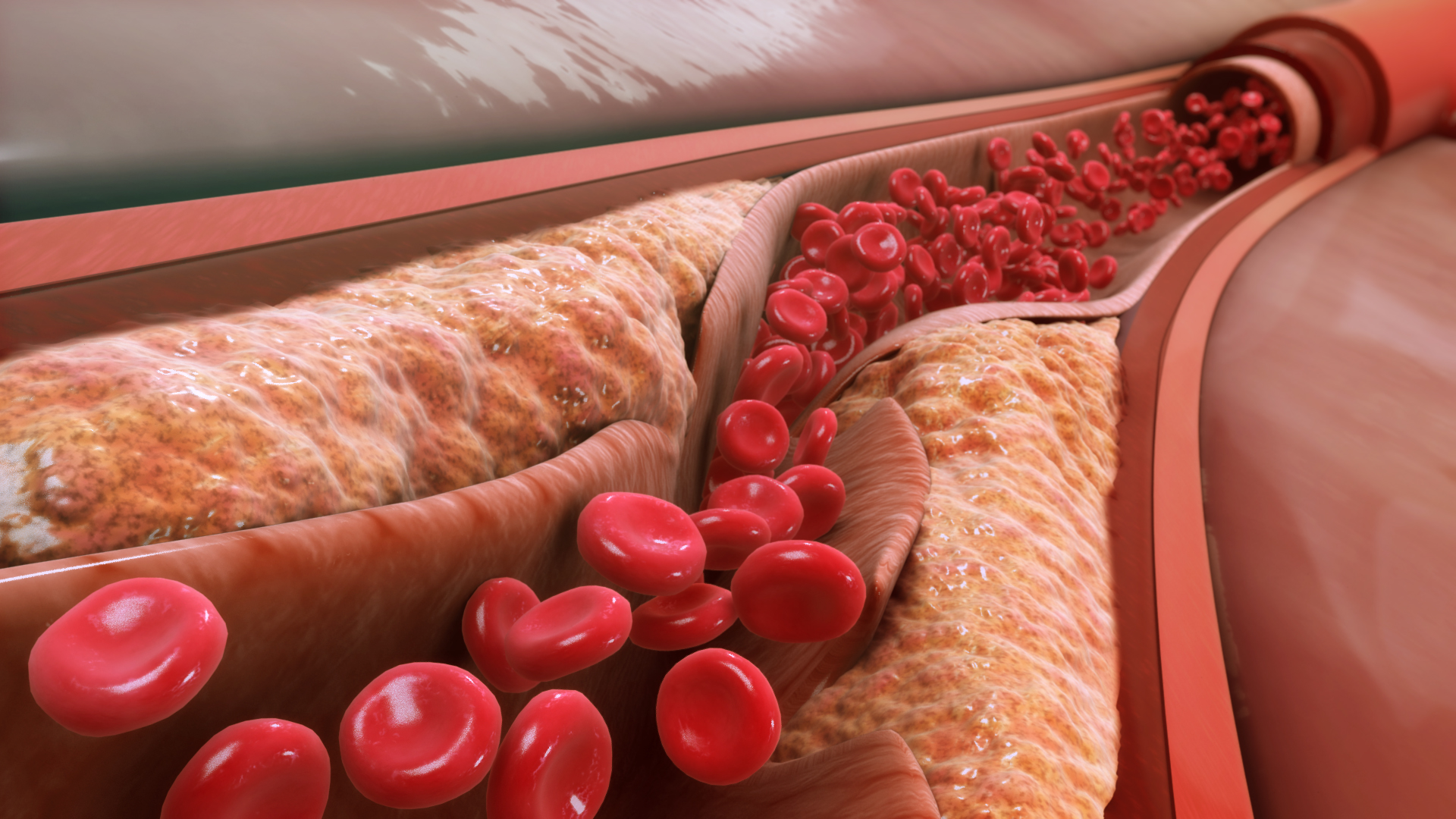
Représentation d'une artère affectée par l'athérosclérose.

## Formation
L'artère normale est constituée de trois parties, l'intima (endothélium, couche monocellulaire tapissant la lumière du vaisseau et séparant le sang du reste de l'artère), la media (couche musculaire lisse) et l'adventice.
L'athérome débute par une « strie lipidique », simple dépôt de graisse, linéaire et sans conséquence pour le flux, située entre endothélium et media. Avec le temps, cette strie peut grossir, se charger en lipides, en fibrinogène, en plaquettes et autres cellules sanguines et en calcium pour constituer la « plaque d'athérome ». Celle-ci devient plus ou moins importante et peut diminuer suffisamment le calibre de l'artère pour diminuer son débit.
Il existe deux types de complications : 
- la première, d'évolution longue, est due à sa croissance lente, gênant de plus en plus le passage du sang jusqu'à l'empêcher totalement par obstruction ;
- la seconde, rapide et responsable des complications aiguës, consiste en la rupture de l'endothélium : la brèche formée est alors obstruée par une agrégation des plaquettes sanguines et la formation d'un caillot sanguin qui peut rapidement totalement obstruer le vaisseau. Ce caillot peut également se détacher et obstruer plus en aval. La plaque peut également se détacher partiellement et obstruer également l'artère, ou plus rarement, libérer son contenu et faire une embolie de cholestérol.

### Épidémiologie
L'athérome est la cause dominante de la majorité des affections cardiovasculaires.
C'est un problème de santé publique majeur :
- première cause de mortalité dans les pays occidentalisés[4] par insuffisance coronarienne, affections cérébrales ;
- première cause responsable des maladies et atteintes coronariennes ;
- cause majeure d'invalidité[4] et de morbidité (insuffisance cardiaque, séquelles d'accidents vasculaires cérébraux (AVC), accidents ischémiques transitoires (AIT), artériopathie oblitérante des membres inférieurs, anévrismes aortiques, insuffisances rénales et infarctus mésentérique).

À noter que l'athérosclérose ne serait pas l'apanage de nos sociétés modernes : des lésions coronaires ont été retrouvées sur une momie égyptienne de la princesse Ahmose-Meryet-Amon. On retrouve d'ailleurs des plaques d'athérome chez des personnes qui ne sont pas mortes d'un accident cardiovasculaire.

### Anatomo-pathologie

#### Phénomène physiologique
Il ne s'agit pas d'un phénomène physiologique de vieillissement inévitable des artères, mais d'un état inflammatoire chronique. Il est lié, pour 40 %, aux facteurs de risque cardiovasculaire non liés à l'âge. L'artériosclérose peut débuter dès le jeune âge. Vers l'âge de 20 ans des lésions artérielles fines peuvent être observées.

#### Phénomène pathologique
Il débute par des infiltrations lipidiques au niveau de l'intima (stries lipidiques) entraînant un épaississement de cet intima. Puis, on assiste à une prolifération de cellules musculaires lisses et de tissu conjonctif, entraînant la formation d'une plaque instable inflammatoire.
La plaque d'athérome est constituée d'un noyau nécrotique (débris cellulaires, cristaux de cholestérol et de calcium), entouré d'une couche fibreuse (cellules musculaires lisses, cellules spumeuses, cristaux de cholestérol), avec destruction de la lame limitante élastique interne. Le cholestérol occupe 10 % seulement du volume total de la plaque. On ne peut donc pas dire que « le cholestérol bouche le vaisseau » à lui tout seul.
Les complications se manifestent par des troubles de la vasomotricité, une ulcération de la plaque d'athérome, une thrombose, une rupture de la plaque, un anévrisme ou encore une embolie.
L'évolution de l'installation de la plaque se fait en plusieurs stades :
1. initiation : présence de macrophages spumeux (gorgés de cholestérol et triglycérides) dans l'intima de l'artère ;
2. strie lipidique : présence de dépôts lipidiques extracellulaires (visibles même chez des bébés) ;
3. plaque jeune ; constituée légèrement avant 40 ans ;
4. plaque d'athérome fibro-lipidique ;
5. plaque sténosante, calcifiée (rôle majeur du calcium) ; elle se constitue vers 60 ans ;
6. plaque compliquée, évoluant en sténose avec de forts risques de se transformer en thrombus.

Remarque : le thrombus lui-même n'a rien à voir avec le cholestérol. Le cholestérol n'intervient pas dans l'agrégation plaquettaire ou dans le processus de coagulation. Seul un thrombus peut entraîner un accident cardiaque.
En l'absence de thrombus, l'angiogenèse permet de créer des dérivations vasculaires, pour soulager le territoire recevant moins de sang de par le vaisseau partiellement obstrué.

### Localisations préférentielles
- Atteinte des artères carotides (facteur de risque principal : hypertension artérielle).
- Atteinte des artères coronaires (facteur de risque principal : hypercholestérolémie).
- Artériopathie oblitérante des membres inférieurs (facteur de risque principal : tabac qui est un facteur de risque médicalement démontré au moins depuis 1906[8],[9]).
- Artères rénales pouvant entraîner une insuffisance rénale.
- Atteinte des artères ciliaires postérieures, branches de l'artère ophtalmique. L’artériosclérose peut alors être responsable d'une neuropathie optique ischémique antérieure ou NOIA, elle en est d'ailleurs la principale cause.

### Facteurs de risque

#### Facteurs de risque non modifiables
Le premier facteur de risque associé à l'athérosclérose est l'âge. Les lésions apparaissent dès la vie fœtale et sont finement visibles dès 20 ans.
Le sexe entre en ligne de compte, cette maladie atteint davantage la population masculine.
Avant, on croyait que la présence accrue d'œstrogènes protégeait la femme jusqu'à la ménopause. Or, avec le traitement hormonal substitutif, on[Qui ?] a pu constater que les hormones augmentent le risque cardiaque. Il faut donc abandonner cette hypothèse que la femme serait protégée par ses hormones.
Le facteur héréditaire :
- l'hypercholestérolémie familiale hétérozygote atteint un sujet sur 500[réf. souhaitée] ;
- l'hypercholestérolémie familiale homozygote atteint un sujet sur 1 million[réf. souhaitée].

#### Facteurs de risque modifiables
Le tabagisme est la première cause associée au développement de complications liées à l'athérosclérose.
La consommation excessive de fructose (à travers le saccharose, notamment) est également une des causes modifiables majeures,,.
L'hypertension artérielle favorise fortement la formation des plaques d'athérome dans les artères carotides. C'est une grande cause d'accidents vasculaires cérébraux.
Le diabète ou la sédentarité avec les troubles métaboliques qui l'accompagnent : obésité, ou encore la consommation excessive de sel et d'alcool sont aussi des facteurs de risque.
L’exposition prolongée aux polluants atmosphériques, notamment les particules fines (PM2.5), favorise l’inflammation et la formation de plaques athéromateuses, augmentant ainsi le risque d’événements cardiovasculaires.

### Autres
Un taux important de lipoprotéines de basse densité (LDL, appelé « mauvais » cholestérol) favoriserait le développement de la maladie, si les LDL sont oxydés ou glycosylés.
Un faible taux de cholestérol lipoprotéines de haute densité (HDL) (< 0,4 g/l, « bon » cholestérol, facteur protecteur) est dangereux pour les artères. L'activité physique aérobie (sport d'endurance) et la consommation d'aliments riches en acides gras oméga 3 (graines de lin broyées) augmentent le taux de HDL.

### Pistes de recherche
La détection peut se faire par une recherche dans le plasma sanguin des microARN-29c,. Le développement des plaques peut être caractérisé par l'étude des micro-Rna. Un niveau accru de miR-663 a une sensibilité de 95 % et peut être détecté par un test PCR ou par Crisp-cas9, tandis que mRna-377 inhibe la formation des plaques. Les mRna ont un rôle dans toutes les maladies cardio-vasculaires.
On observe un microbiote spécifique chez les patients atteints. Le séquençage métagénomique du microbiote est donc une méthode indirecte de détection, qui pourrait être une indication pour pratiquer le cas échéant une évaluation ultrasonore. La modification du microbiote par l'alimentation, le traitement antibiotique ou la transplantation fécale serait associée à une diminution des risques, en particulier pour éviter les récidives. Les plaques d'athérosclérose sont en effet accompagnées d'un biofilm bactérien, dans lesquelles jusqu'à 23 types de bactéries ont été référencées,. La présence de certains types d'archées dans le microbiote minore le taux d'oxyde de triméthylamine qui est un promoteur pour le développement de l'athérosclérose. La mesure du taux d'oxyde de triméthylamine serait d'ailleurs un facteur prédictif de risque, en particulier pour évaluer le risque de récidive de certains types d'infarctus.

## Traitement
La régression significative d'une plaque d'athérome n'est pas possible avec les moyens actuels.

### Préventif
Il s'agit en fait, soit d'empêcher la survenue de complication (rupture de plaque entraînant une occlusion aiguë du vaisseau), soit de freiner sa progression, voire de la stabiliser.
La lutte contre les facteurs de risque est essentielle et a largement prouvé son efficacité. Il peut s'agir de mesures, dites « hygiéno-diététiques », comme l'exercice physique, un amaigrissement des sujets en surpoids, l'arrêt du tabac, une modification de l'alimentation…
Il peut consister en la prise de médicaments (antidiabétiques en cas de diabète, statines pour le cholestérol et en cas de prévention secondaire).
Les antiagrégants plaquettaires empêchent théoriquement l'agrégation des plaquettes sanguines en cas de lésion de l'endothélium au niveau d'une plaque d'athérome. Les antiagrégants ayant prouvé une efficacité en termes de diminution d'accidents dues à l'athérome sont essentiellement l'aspirine et le clopidogrel.

### Traitement «curatif»
Les traitements ne jouent pas sur la plaque d'athérome (à part l'athérectomie) mais tentent de pallier les conséquences d'une obstruction d'un vaisseau sanguin par celle-ci. Le terme « curatif » ne signifie pas ici « guérison », d'autant moins que les gestes proposés doivent toujours être associés à une prise médicamenteuse à vie.
En cas d'obstruction ou de rétrécissement artériel important par de l'athérome, trois types de geste peuvent être proposés, le choix reposant sur l'état de l'artère atteinte et le terrain général :
- un pontage chirurgical permet de dériver le sang en amont de la plaque d'athérome responsable des signes ;
- une angioplastie peut être pratiquée : un ballonnet est introduit dans l'artère, et gonflé au niveau de la plaque qui est écrasée contre la paroi artérielle, ce qui permet la levée de l'obstacle. La mise en place d'un stent, petit ressort métallique, peut alors contribuer à assurer un diamètre intérieur suffisant à l'artère. Le risque principal, de récidive de la sténose, est ensuite combattu par la mise sous antiagrégants plaquettaires (aspirine, clopidogrel) ;
- l'ablation chirurgicale de la plaque peut être également proposée, notamment en cas de sténose carotidienne.

### Pistes de recherche
- Le microbiote intestinal du patient athéromateux comporte quelques spécificités et la modification de celui-ci est une piste de recherche[37].
- La piste inflammatoire est prometteuse, l'emploi d'un anticorps monoclonal dirigé contre l'interleukine 1 bêta, permettant une diminution du risque vasculaire mais avec des effets secondaires potentiellement graves[38].

D'autres mesures sont plus controversées ou en attente de confirmation chez l'être humain : selon une étude israélienne chez la souris, le jus de grenade permettrait de réduire les risques d'apparition de l'athérosclérose.

### Évaluation des traitements lors des essais médicamenteux
Le but principal est la diminution de la morbidité (nombre d'accidents) et de la mortalité cardiovasculaire. Ce résultat est parfois difficile à mettre en évidence car nécessite un suivi régulier et prolongé (sur plusieurs années, voire plus) de nombreux patients.
À plus court terme, on peut tester l'efficacité du produit testé en mesurant le rapport entre l'épaisseur de l'intima et celle de la media sur une artère carotide et essayer de prouver la stabilisation de ce rapport, voire sa diminution, ce qui témoignerait d'une régression de l'athérome. Cette méthode est assez simple puisqu'elle ne nécessite qu'une échographie Doppler vasculaire. Elle est largement utilisée mais la corrélation avec une diminution de la morbidité et de la mortalité cardio-vasculaire n'est pas démontrée,.

## Divers
De l'athérome a été mis en évidence sur des momies égyptiennes datant de plus de 3 000 ans, sous forme de calcifications sur les axes artériels retrouvées par un examen au scanner.
Selon deux chercheurs américains (2017), le vieillissement est associé à un risque accru de maladies cardiovasculaires causé par la rupture des plaques de cholestérol inflammées dans les artères, et ceci pourrait être causé par des mutations génétiques qui induisent des cancers des globules blancs.